# En quête de maths avec Aladdin
 (mars 2025).
Si vous disposez d'ouvrages ou d'articles de référence ou si vous connaissez des sites web de qualité traitant du thème abordé ici, merci de compléter l'article en donnant les références utiles à sa vérifiabilité et en les liant à la section « Notes et références ».
En quête de maths avec Aladdin (Disney's Math Quest with Aladdin en anglais) est un jeu vidéo de plate-forme, publié en 1998 sur Microsoft Windows, en Amérique du Nord, par Disney Interactive Studios.

## Distribution
- Robin Williams : Génie
- Gilbert Gottfried : Iago
- Scott Weinger : Aladdin
- Linda Larkin : Princesse Jasmine
- April Winchell : Bizarrah
- Frank Welker : Abu
- Corey Burton : Very Ankh-Amman
- Mary Kay Bergman : la diseuse de bonneavanture
- Dan Castellaneta : Camble et Lizards
- Nick Jameson : l'araignée
- Tress MacNeille : le garde et un lézard
- Isabel Sanford : la femme qui fait la mosaïque
- Jonathan Winters : le boulange du carnaval de magie